# Käferloch
Die Käferloch, auch Höhle am Seenplateau oder Kapelle (Katasternummer 1625/2), ist eine Höhle im Traweng. Sie befindet sich im Südostmassiv des Toten Gebirges auf der Tauplitzalm in der Steiermark. Das Höhlenportal befindet sich in der Südflanke des Traweng in 1690 m ü. A. Bisher wurde eine Länge von 205 m vermessen. Der Höhenunterschied beträgt 41 m.

## Beschreibung
Der weithin sichtbare Eingangsteil der Höhle stellt eine Höhlenruine mit Naturbrücke, Pfeiler und Schlot dar. Unter den steilgestellten Schichten des Schlots setzt ein 3 m breiter und etwa 0,6 m hoher Schluf mit einer Sohle aus grobem Schutt an, der in die lichtlosen Höhlenteile führt. Nach 5 m befindet sich die Eiskammer. Nach weiteren 6 m gelangt man in einen niedrigen Schichtfugenraum, an dessen Nordwand zwischen Blockwerk der enge Windschluf ansetzt, der in den über 100 m langen, durch Engstellen gegliederten leicht abwärts führenden Hauptgang mündet. Dieser Gang führt zuerst rund 60 m nach Norden und anschließend bis zum tiefsten Punkt der Höhle, dem Tiefmoor, nach Osten. Das Ende dieses Höhlenteiles bildet eine enge, mit Wasser und Schlamm erfüllte Spalte mit starker Wetterführung, reger Tropftätigkeit, Bergmilchablagerungen und Sinterbildungen. Im Mittelabschnitt des Hauptganges setzt an der Westwand der Hoffnungsschlot an. Dieser führt bei etwa 1 m Durchmesser nach 12 m in einen sehr feuchten Horizontalteil („Hochmoor“) mit etwa 30 m Länge.